# Panamá nos Jogos Olímpicos de Verão de 1928
O Panamá participou dos Jogos Olímpicos de Verão de 1928 na cidade de Amsterdã, nos Países Baixos. Apenas um atleta representou o Panamá em sua primeira participação nos Jogos Olímpicos, sendo que este não obteve medalha.